# 햄지
햄지(본명: 함지형, 1990년 1월 12일 ~)은 대한민국의 먹방 인터넷 방송인이다.

## 소개
- 검은 배경이나 세팅을 해놓는 영상이 아니라, 그냥 일상생활에서 우리가 흔히 밥을 먹는듯한 익숙한 배경을 이용해 집에서 먹듯 편하게 먹는 모습을 다각도에서 촬영한 영상을 제작하기 때문에 인기를 얻었다.
- 2019년 11월 구독자 100만을 넘었고, 2월에 200만 돌파, 5월에는 300만을 돌파했다. 9월 초에 400만과 누적 조회 수 10억을 달성했다. 12월 중순에 500만을 달성했다. 2022년 7월 20일 구독자 수 1000만 명과 누적 조회수 31.7억 회를 달성했다.
- 2020년 최근 3개월간 100만 명 이상의 구독자 수 증가로 ASMR/먹방 구독자 급상승 순위 7위를 차지했다.
- 많은 인기에 힘입어 사기업이나 프랜차이즈보다는 여러 관공서나 공익단체의 광고를 많이 받는 편이며, 광고 수익 대부분을 기부에 사용한다.

## 기부
- 평소에 기부를 상당히 많이 하는 편이다. 유튜브를 시작한 2018년부터 조용히 수익의 일부를 기부하는 데 사용했는데,기부 좀 하라는 훈수충들 때문에 2020년부터는 유튜브 커뮤니티에 직접 글을 올리며 기부를 인증하고 있다.
- 대략 기부 1회당 적어도 500만 원~1000만 원씩 하고 있으며, 후술할 사건사고에 휩쓸린 것에 대한 반성의 의미로 연 3~4회는 기본적으로 기부에 참여할 것이라고 한다. 적어도 2000만 원, 최대 5000만 원을 한 해에 기부로만 사용한다는 대목에서 그녀가 얼마나 대인배인지 알 수 있다.